# Hello (Band)
Hello war eine britische Glam-Rock-Band der 1970er Jahre, die zu den wichtigsten Vertretern dieses Genres gehörte.

## Bandgeschichte
Bereits Ende der 1960er Jahre spielten die Teenager Bob Bradbury (Gesang, Gitarre), Keith Marshall (Gitarre), Jeffrey Allen (Schlagzeug) und Vic Faulkner (E-Bass) unter dem Bandnamen The Age zusammen. 1971 trafen sie auf David Blaylock, den ehemaligen Roadmanager der Zombies, der als Talentsucher für den Musikverlag Chappell Music unterwegs war. Er übernahm das Management der Band und sie benannte sich in Hello um.
Bei einem Gig im Rolling Mills Club in Edmonton, London wurde Songschreiber und Gitarrist Russ Ballard, damals Mitglied der Band Argent, auf die jungen Musiker aufmerksam. Bald darauf begannen erste Aufnahmesessions, bei denen die Band zunächst ausschließlich Kompositionen von Ballard einspielte, der auch die Produktion übernahm. Der erste Song, Can’t Let You Go, wurde von Hello nicht veröffentlicht, bescherte dem Schlagersänger Barry Ryan aber Anfang 1972 einen kleinen und letzten Hit in Großbritannien. Die erste auf Bell Records erschienene Hello-Single war Anfang 1972 You Move Me, die aber wie auch der Nachfolgetitel C’mon floppte.
Nach den anfänglichen kommerziellen Misserfolgen begann David Blaylock, sich nach anderem Songmaterial umzusehen. 1973 bot das Songschreiber-Team Nicky Chinn und Mike Chapman, die zu der Zeit bereits einige Hits mit The Sweet und New World verbuchen konnten, Hello den Song Dyna-Mite an. Die Produktion übernahm Mike Leander, der ebenfalls bei Bell Records schon für Gary Glitter und später The Glitter Band arbeitete. Er zog jedoch die Veröffentlichung der Aufnahme zugunsten des von Hello selbstgeschriebenen Titels Another School Day zurück. Während der Erfolg für letzteren wiederum ausblieb, entwickelte sich Dyna-Mite Ende 1973 zum ersten großen Hit für die Glamrock-Band Mud.
Erst Ende 1974 startete Hello den erneuten Versuch eine Hitsingle zu landen. Diesmal fiel die Wahl auf Tell Him, einen 1960er-Jahre-Titel der Exciters, den kurz zuvor schon die Glitter-Band auf ihrem Album Hey in einer Glamrock-Version aufgenommen hatte. Mit Tell Him landete Hello ihren ersten Top-10-Hit in England, und auch in Deutschland platzierte sich die Single in den Hitparaden. Die Nachfolgesingle Game’s Up Anfang 1975, diesmal im Original von der Glitter-Band, konnte den Erfolg von Tell Him in Deutschland sogar noch überbieten. Der erfolgreichste Song von Hello ist die Russ-Ballard-Komposition New York Groove, mit der sie im Herbst 1975 in Großbritannien, Deutschland und anderen europäischen Ländern einen Top-Ten-Hit hatten.
Besonders viele Fans hatte Hello in Deutschland, wo sich die Gruppe insgesamt mit neun Singles in den Charts platzieren konnte, darunter mit Star Studded Sham – ebenfalls von Russ Ballard geschrieben – und Love Stealer aus der Feder von Richard Myhill und Phil Wainman, dem Produzenten sämtlicher Hitsingles von The Sweet, der nun auch Produzent von Hello war. In Mal Sondocks „Discothek im WDR“, seinerzeit die größte Radiohitparade Deutschlands, waren sie einige Male zu Gast und in der Jahresendauswertung 1975 Nr. 1 mit New York Groove. Auch in der WDR-Schlagerrallye erreichte Hello mit ihrem Song im November 1975 die Nr. 1. In der Endauswertung der Schlagerrallye kam New York Groove auf den 4. Platz - hinter Mud, Ringo Star und Frank Zander (Nr. 1 mit "Ur-Ur-Enkel von Frankenstein"). In der Hitparade International des Hessischen Rundfunks mit Werner Reinke erreichte New York Groove im Januar 1976 die Chartspitze. Im Fernsehen traten sie u. a. bei Ilja Richters Disco auf: am 6. Dezember 1975 mit New York Groove und am 9. Oktober 1976 mit Love Stealer als Top-Act zum Schluss. Nach der Veröffentlichung ihrer letzten Single in Deutschland Feel This Thing 1978 auf Polydor, die es nicht mehr in die deutschen Charts schaffte, trennte sich die Band.

## Nachleben
Gitarrist Keith Marshall war 1981 als Solo-Künstler mit Only Crying ein weiteres Mal erfolgreich, nachdem er mit Remember Me (1979), Dear John, It’s Over und der Coverversion von Crimson and Clover erste Achtungserfolge gefeiert hatte. In Belgien stand er mit Only Crying im Sommer 1981 für drei Wochen an der Spitze der Charts. Drummer Jeff Allen, Bruder von Ultravox-Mitglied Chris Cross, landete mit seiner Single Good Times 1982 einen Flop. 
Gelegentlich treten Hello in Deutschland bei Oldiekonzerten auf; einziges Originalmitglied ist Sänger Bob Bradbury. 
2007 erschienen die CDs Keeps Us Off the Streets und Hello Again jeweils mit acht Bonustracks. Im Jahr 2016 wurde eine 4 CDs umfassende Zusammenstellung mit einigen zuvor unveröffentlichten Songs und Versionen ihrer großen Hits als Hello - The Albums veröffentlicht. 

## Diskografie

### Alben
- Keeps Us Off the Streets – Bell 1975
- Shine on Silver Light – 1977 (Japan)
- Hello Again – Polydor 1978 (Deutschland)

### Singles
- You Move Me – Bell 1972
- C’mon – Bell 1972
- Dyna-Mite – 1973 (nicht veröffentlicht)
- Another School Day – Bell 1973
- Tell Him – Bell 1974
- Game’s Up – Bell 1975 (oft Games Up geschrieben)
- Bend Me, Shape Me – Bell 1975
- New York Groove – Bell 1975
- Star Studded Sham – Bell 1976
- Teenage Revolution – Bell 1976 (zurückgezogen)
- Love Stealer – Bell 1976
- Seven Rainy Days – Arista 1976
- Let It Rock – Arista 1977
- Good Old USA – Arista 1977
- Slow Motion – Arista 1977
- Hi Ho Silver Lining – Polydor 1978
- Feel This Thing – Polydor 1979